# Laurence Hyde (1er comte de Rochester)
Pour les articles homonymes, voir Laurence Hyde.
Laurence Hyde (mars 1642 – 2 mai 1711) est un homme d'État et écrivain anglais. Il est à l'origine un partisan de Jacques II mais plus tard, soutient la Glorieuse Révolution de 1688. Il exerce de hautes fonctions sous la Reine Anne, qui est la fille de sa sœur, mais leurs fréquents désaccords limitent son influence. Il est fait comte de Rochester.

## Famille
Il est le deuxième fils d'Edward Hyde (1er comte de Clarendon) et de sa seconde épouse, Frances Aylesbury, Hyde est un quasi-contemporain du roi Charles II d'Angleterre. Il est baptisé à St Margaret's, Westminster, le 15 mars 1642.
Il est admis au Middle Temple le 30 mai 1660, mais n'est pas appelé au barreau. À la suite de la Restauration, il siège comme membre du parlement, d'abord pour Newport, Cornwall et, plus tard, pour l'université d'Oxford, de 1660 à 1679.

## Carrière politique
En 1661, il est ambassadeur auprès de Louis XIV, puis devient Maître de la garde-robe de 1662 à 1675.
De retour en Angleterre, il entre dans le nouveau parlement, qui se réunit début en 1679, en tant que membre de Wootton Bassett; en novembre 1679, il est nommé Premier lord du Trésor, et pendant quelques années, il est le principal conseiller de Charles II. Il est un adversaire de l'Exclusion Bill qui aurait empêché Jacques, duc d'York d'accéder au trône.
Il est créé comte de Rochester, vicomte Hyde de Kenilworth, et baron de Wotton Basset le 29 novembre 1682.
Son ennemi Lord Halifax lance à une enquête sur la gestion des finances et il est constaté que 40 000 livres ont été perdus par mauvaise gestion. En conséquence Rochester est, en août 1684, démis de ses fonctions et nommé Lord président du Conseil, place plus honorifique, mais moins lucrative.
Bien que nommé Lord lieutenant d'Irlande, Rochester n'a pas encore exercé la fonction et est encore Lord Président du Conseil, lorsque Jacques II devient roi en février 1685. Il est alors nommé au poste important de Lord grand trésorier. Mais en dépit de leurs liens de parenté et de leur longue amitié, Jacques et son trésorier n'est pas d'accord. Le roi souhaite s'entourer de conseillers catholiques romains et le comte s'inquiète de cette tendance.
En 1686, James essaye de convertir Rochester au catholicisme, mais ce dernier refuse. Le 17 décembre 1686 Jacques lui dit que le Lord Trésorier ne pourrait être un fervent anglican sous un monarque catholique. Rochester refuse à nouveau et le 4 janvier 1687, il est démis de son poste. Toutefois, il bénéficie d'une pension d'environ £4000 par an et 40 000 livres de domaines.
Le 5 novembre 1688, Guillaume, prince d'Orange débarque à Torbay. Rochester est un chef de file de l'appel. Mais il s'oppose à l'élection de Guillaume et Mary comme roi et reine, demandant l'établissement d'une régence. Il se range rapidement au nouveau pouvoir et retrouve la faveur royale et est de nouveau membre du Conseil Privé.
De décembre 1700 à février 1703, il est Lord lieutenant d'Irlande, bien qu'il ne voulait pas passer beaucoup de temps dans ce pays. Une croyance largement répandue voulait qu'il ait été l'un des principaux conseillers de sa nièce la reine Anne. Dans les faits, ils n'ont jamais été très proches. Après une série de querelles, la Reine le destitue début en 1703. En 1701, il prête serment comme Lord lieutenant d'Irlande (nommé en 1700).
En 1710, il est de nouveau nommé Lord Président du Conseil, et dans la dernière année de sa vie est généralement considéré comme un modéré. À sa mort, il est remplacé par son fils unique, Henry (1672-1753), qui en 1724, hérite du comté de Clarendon. Quand Henry est mort sans descendance, le 10 décembre 1753, tous ses titres se sont éteints.

## Mariage et descendance
En 1665, il épouse Lady Henrietta Boyle (en) (morte en 1687), fille de Richard Boyle (1er comte de Burlington) et de Liège. Ils ont quatre enfants:
- Henry Hyde (4e comte de Clarendon) (mort en 1753)
- Anne (morte en 1685), qui épouse James Butler (2e duc d'Ormonde)
- Marie (morte en 1709), qui épouse Francis Seymour-Conway (1er baron Conway)
- Henrietta (morte en 1730), qui épouse James Scott, comte de Dalkeith.